# Заря (Измалковский район)
Заря — посёлок в Измалковском районе Липецкой области. Входит в состав Лебяженского сельсовета.

## География
Расположен на левом берегу реки Семенек.

## История
Основан в 1920-е годы.

## Население
| 1932 | 1997 | 2010 |
| ---- | ---- | ---- |
| 30   | ↘10  | ↘5   |